# 武田信清
武田 信清（たけだ のぶきよ）は、安土桃山時代から江戸時代前期にかけての武将。甲斐武田家、米沢藩上杉家の家臣。米沢武田家の初代当主。

## 生涯
武田信玄の六男（七男の説もある）。母は信濃国小県郡の禰津氏の娘である禰津御寮人であるという。正室は甲府城下の長延寺住職である実了師慶（長延寺実了）の娘。色部清長は孫にあたる。
永禄10年（1567年）、信玄の命により巨摩郡加賀美（南アルプス市加賀美）の法善寺に入り、玄竜と号した。後に兄・勝頼の命令で還俗し、甲斐源氏の旧族である安田氏の名跡を継承し安田三郎信清と名乗り、海野城主となる。
天正10年（1582年）3月の織田信長の甲州征伐による武田氏の滅亡後、高野山無量光院に逃れる。同年、上杉景勝の正室となっていた異母姉・菊姫の縁を頼って上杉氏に寄寓し、3,000石を与えられた。会津時代には3,300石を賜る。米沢藩時代には、藩主親族、高家衆筆頭として遇され、1,000石を領した。慶長19年（1614年）、大久保長安事件で江戸幕府から嫌疑を受けるも、事実無しとされ帰領した。
寛永19年（1642年）3月21日、80歳（もしくは83歳）で死去。上杉氏の菩提寺・林泉寺に葬られた。法名は、虎山玄竜居士。

## 春日山林泉寺
信清の墓は、本堂の南側に位置する武田家墓域の中で最大の五輪塔。高さ2.3メートル。一番下の地輪の一辺は0.77メートルと大きく、各輪に禅の公案である「祖師西来意」の5文字を刻んでいる。昭和28年（1953年）2月20日、山形県の文化財（史跡）に指定された。

## 研究
黒田基樹は、信清に関連して2つの説を提示している。
- 信清の母は禰津御寮人とされているが、『甲陽日記』によれば天文11年（1542年）に信玄に入嫁したと記されており、信清の誕生から20年以上前のこととされている。これは信清の生母が禰津御寮人ではなく、姪にあたる女性（御寮人の兄弟である禰津常安の娘）が正しく、御寮人の死後に改めて信玄に嫁いだものとする[8]。
- 信清が信玄の命で出家させられたのは、武田義信の死後に発生した信玄の後継者問題にあったとする。禰津氏を母とする信清、諏訪御寮人を母とする勝頼、油川夫人を母とする盛信が候補者となったが、勝頼擁立に反対する勢力を抑えるために信清を出家させ、盛信を仁科氏に入嗣させたとしている[9]。